# ایلیوشین ایل-۴۰
ایلیوشین ایل-۴۰ (به روسی: Ил-40) (نام گزارش شده ناتو: بِرونی) یک هواپیمای زرهی برای حمله زمینی با موتور جت ساخت شوروی بود. نمونه اولیه آن در سال ۱۹۵۳ پرواز کرد و بسیار موفقیت آمیز بود به جز زمانی که جنگ‌افزارهای خود را شلیک کرد، زیرا گازهای احتراق آن‌ها، جریان هوا را به داخل موتورها مختل می کرد و باعث بی‌آتش شدن موتورها یا سکسکه می شد. رفع این مشکل بیش از یک سال طول کشید و شامل تغییر اساسی در شکل ورودی‌های هوای موتور به سمت جلوی هواپیما و جابجایی اسلحه‌ها از نوک دماغه تا پایین بدنه، درست در پشت چرخ دماغه بود. این هواپیما که اکنون از جلو شبیه یک تفنگ ساچمه ای دو لول است، در سال ۱۹۵۵ سفارش داده شد. تنها پنج فروند هواپیمای تولیدی تکمیل شده بود تا اینکه کل برنامه در اوایل سال ۱۹۵۶ لغو شد، زمانی که نیروی هوایی شوروی دکترین حمایت هوایی نزدیک خود را به نفع سلاح های هسته ای تاکتیکی در میدان نبرد کنار گذاشت.

## مشخصات (ایل-۴۰پی)
داده‌ها از OKB Ilyushin: A History of the Design Bureau and its Aircraft, The Osprey Encyclopedia of Russian Aircraft from 1875–1995
ویژگی‌های عمومی
- خدمه: ۲
- طول: ۱۷٫۲۱۵ متر (۵۶ فوت ۶ اینچ)
- پهنای بال: ۱۷ متر (۵۵ فوت ۹ اینچ)
- ارتفاع: ۵٫۷۶ متر (۱۸ فوت ۱۱ اینچ)
- مساحت بال‌ها: ۵۴٫۱ متر مربع (۵۸۲ فوت مربع)
- ایرفویل: root: مؤسسه مرکزی اروهایروداینامیکس SR-Yus-12 ; tip: TsAGI SR-11-12[۳]
- وزن خالی: ۸٬۵۰۰ کیلوگرم (۱۸٬۷۳۹ پوند)
- وزن ناخالص: ۱۶٬۶۰۰ کیلوگرم (۳۶٬۵۹۷ پوند)
- بیشترین وزن برخاست: ۱۷٬۶۰۰ کیلوگرم (۳۸٬۸۰۱ پوند)
- پیشرانه: ۲ عدد موتور توربوجت Tumansky RD-9V, ۲۵٫۵ کیلونیوتن (۵٬۷۳۰ پوند-نیرو) thrust  در هر موتور dry, ۳۱٫۹ کیلونیوتن (۷٬۱۷۰ پوند-نیرو) با پس‌سوز

عملکرد
- حداکثر سرعت: ۹۹۳ کیلومتر بر ساعت (۶۱۷ مایل بر ساعت، ۵۳۶ گره)
- بُرد: ۱٬۳۲۰ کیلومتر (۸۲۰ مایل، ۷۱۰ مایل دریایی) (با تانکرهای قابل حمل)
- حداکثر ارتفاع: ۱۱٬۶۰۰ متر (۳۸٬۱۰۰ فوت)
- بارگیری بال: ۳۱٫۵ کیلوگرم بر متر مربع (۶٫۵ پوند بر فوت مربع)

تسلیحات

- اسلحه‌ها: ** ۴ × AM-23 23 mm cannon در نوک بدنه.
  - ۱ × AM-23 23 mm cannon in remotely controlled rear turret
- آویزگاه‌های حمل سلاح: ۴ محوطه بارگیری زیر بال حامل بمب، راکت یا تانکرهای قابل رهاسازی
- بمب‌ها: بمب‌های تا ۱٬۴۰۰ کیلوگرم (۳٬۱۰۰ پوند) در ۴ محفظه تعبیه شده در بال‌ها

## همچنین ببینید
توسعه مرتبط
- ایلیوشین ایل-۱۰۲

هواگردهای با عملکرد، پیکربندی و یا دوره زمانی مشابه
- داگلاس ای-۴ اسکای‌هاوک
- ساب ۳۲ لانزن
- سود اویاسیون واتور

## یادداشت
1. ↑  Brawny